# L'universo (singolo)
L'universo è un singolo della cantautrice italiana Chiara Iezzi, pubblicato il 12 dicembre 2013 come primo estratto dall'EP omonimo.

## Descrizione
Il brano è il singolo di lancio dell'EP omonimo dell'artista, di cui costituisce la prima traccia, e vede la partecipazione del rapper siciliano Daniele Cortese, conosciuto come R.K. o Razza Krasta (che aveva collaborato già nell'album Giungla di Paola & Chiara).

## Video musicale
Il video musicale di accompagnamento al brano è stato diretto dal regista Alessandro Riccardi.

## Tracce
Testi e musiche di Chiara Iezzi e Daniele Cortese.
1. L'universo (feat. R.K.) – 3:20